# Mikhail Pavlovitj Dukhanov
Mikhail Pavlovitj Dukhanov (russisk: Михаи́л Па́влович Духа́нов) (født 14. juli ( 26. juli efter gregoriansk kalender) 1896  i Kijev, Ukraine, Russiske Kejserrige død 2. september 1969 i Leningrad), RSFSR, USSR var en sovjetisk militær officer, der i mange år var underviser ved militæret og som deltog i 1. verdenskrig og Vinterkrigen og måske blev mest kendt for sin indsats under Belejringen af Leningrad. Dukhanov var en af de officerer, der overlevede Stalins udrensninger i 1937-38 af bl.a. officerskorpset.

## Unge år
Mikhail Dukhanov gik i et par år i skole i Kijev og fra 1911 arbejdede han som lærling og praktikant i landafdelingen under Kijevs byråd. I august 1915 bestod han eksamener i 5 klasser på en realskole som ekstern studerende.
Fra august 1915 gjorde Dukhanov tjeneste i den russiske hær som menig af reserven ved en pontonbataljon i Kijev. Fra december 1915 til februar 1916 var han menig i den 2. reserveingeniør bataljon i Kharkov. Ved den 5. Kijev-skole for befalingsmænd uddannede han sig i maj 1916 og tjente som junior officer i det 55. reserve infanteriregiment i Moskva. Fra august 1916 blev han som junior officer tilknyttet det 287. reserve infanteriregiment i Kaluga. I samme måned blev han sendt med en marchkolonne mod fronten. Som deltager i den 1. verdenskrig kæmpede i den 3. armé på den sydvestlige front. Fra januar 1917 tjente han i det 689. Stolinske infanteriregiment ved den rumænske front. I juni 1917 blev han udkommanderet til Saransk i det 234. reserve infanteriregiment og i juli vendte han tilbage til det 689. infanteriregiment og blev udnævnt til leder af regimentets fod-rekognosceringshold. Han viste mod under kampene, herunder på togter ind på fjendens områder og for dette blev han tildelt Skt. Georg's-korset og senere ordenen. Fra slutningen af oktober 1917 tjente han i det 306. Moksjanske infanteriregiment og fra januar 1918 blev han behandlet på et hospital i Kiev på grund af sygdom. I 1918 blev han hjemsendt fra militæret og tog fra Kijev til Moskva.
Som en af de første frivillige tilsluttede Dukhanov sig den Røde Hær i februar 1918 og blev også medlem af kommunistpartiet. Han deltog aktivt i borgerkrigen. Først fungerede han som militærinstruktør ved et af Moskva's militære registrerings- og hvervekontorer, derefter som instruktør i infanteribataljonen i Butyrskij-distriktet i Moskva. Fra september 1918 blev han udnævnt til bataljonschef for det 47. infanteriregiment og i december 1918 blev han indskrevet på Akademiet for den Røde Hærs Generalstab. Træningen på akademiet blev gentagne gange afbrudt, fordi de studerende blev sendt til fronten og derefter tilbage til Moskva, for at fortsætte deres studier . Fra april til september 1919 kæmpede han som assisterende chef for efterretningsafdelingen i hovedkvarteret for den 14. hær fra Sydfronten mod tropperne fra general Anton Denikins Hvide hær. Fra september 1919 fortsatte han igen studierne på akademiet.

## Mellemkrigstiden
I oktober 1921 afsluttede Dukhanov sin uddannelse fra den Røde Hærs militærakademi. I oktober 1921 blev han assisterende driftsdirektør i hovedkvarteret for den assisterende øverstbefalende for den røde hær i Sibirien (Novonikolajevsk). Fra januar 1922 var han stabschef for den 13. Sibiriske Kavaleridivision, der i juli blev omorganiseret til den 4. sibiriske kavaleribrigade. Brigaden blev stationeret i Bijsk og deltog aktivt i kampene mod banditvæsenet i Altaj bjergene. I 1924 blev brigaden overført til det vestlige sovjetiske militærdistrikt og flyttet til Mahiljow, Hviderusland. Han kom i januar 1925 til Ukraine som stabschef for det 1. kavalerikorps hos de Røde Kosakker og i oktober 1925 blev han stabschef for det 2. kavalerikorps. Fra januar 1926 blev han assisterende chef for kampenheden på kavaleriskolen i Tver. I oktober 1926 udnævnt til chef for den operationelle enhed i hovedkvarteret for 2. kavalerikorps i det ukrainske militære distrikt og siden juli 1927 stabschef for 10. Majkop kavaleridivision i Moskva militære distrikt, som i marts 1930 blev omdøbt til den 14. kavaleridivision. Samtidig blev han i 1928 uddannet ved den Røde Hærs Militærakademi ”Frunse” gennem kurser for det øverstbefalende personel.
Han underviste fra oktober 1931 ved den Røde Hærs Militærtekniske akademi i Leningrad, opkaldt efter F. E. Dsersjinskij og fra juni 1932 blev han lektor ved afdelingen for taktik ved den Røde Hærs Militærakademi for Mekanisering og Motorisering i Moskva. I oktober 1934 blev han leder af panserskolen i Uljanovsk og fra oktober 1936 leder af afdelingen for panserværn under direktoratet for den Røde Hærs universiteter. Et år efter blev han assisterende kommandant for de militære uddannelsesinstitutioner i Privolsjsk militære distrikt og fra august 1938 vicekommandant for Leningrads militære distrikt.
Dukhanov deltog i Vinterkrigen (1939-1940) og den 21. november 1939 blev han udnævnt til øverstbefalende for den 9. armé, der i begyndelsen af krigen opererede i retning mod Kandalaksja og Reboly med det formål, at dele Finland midt over. Under slagene ved Suomussalmi (7. december 1939 – 8. januar) og Salla (30. november 1939 – 28. februar 1940) blev Dukhanov den 22. december 1939 ved beslutning af hovedkvarteret fjernet fra stillingen som kommandant for den 9. armé og stillet til rådighed for folkekommissariatet for forsvars overordnede personaledirektorat. Det var ikke lykkedes for Dukhanov, at udføre de kampoperationer, han var blevet pålagt og han blev erstattet af Vasilij Ivanovitj Tjujkov og ved ordre nr. 01084 af 12. januar 1940 fra den øverste militære sovjet blev han degraderet. Dukhanov havde en meget stærk teroretisk baggrund, men manglende helt klart praktisk erfaring med ledelse af hærformationer.  .
I januar 1940 fik han tildelt en assisterende vicechefstilling ved den nordvestlige front og i maj 1940 blev han assisterende chef for de militære uddannelser under Leningrads militærdistrikt.

## 2. verdenskrig
Ved Nazi-Tysklands angreb på Sovjetunionen i august 1941 assisterede Dukhanov chefen for den nordlige front og leder for forsyning af reservedele til fronten. Den 19. september blev han kommandør for den 10. riffeldivision. Som del af den 8. armé ved fronten omkring Leningrad, indtog divisionen forsvarspositioner i området ved Strelna, foretog modangreb og holdt de besatte linjer. I begyndelsen af oktober trak divisionen sig tilbage til en linje vest for byen Petergof og afviste hårde angreb fra fjenden.
Fra 4. til 24. oktober 1941 overtog Dukhanov midlertidigt kommandoen over det 19. riffelkorps i den 23. armé. I november blev han stabschef for den operationsstyrken ”Nevskaja”, der opererede på brohovedeet over floden Neva. Han blev herefter assisterende kommandant for Leningradfronten for reservedele, i maj 1942 assisterende kommandant for Leningrad-gruppen af styrker fra Leningrad-fronten i formationer og siden september assistent for chefen for Leningrad-fronten for formationer.
Den 6. oktober 1942 blev Dukhanov udnævnt til kommandør for operationsstyrken Nevskaja og fra 10. oktober 1942 chefen for den 67. armé, der på samme front blev dannet med Nevskaja som basis. Arméen forsvarede en del af Neva-flodens højre bred og et brohoved i området Moskovskaja Dubrovka og beskyttede også "Livets Vej" over Ladogasøen. I januar 1943 deltog arméen i Operation Iskra. For sin dygtige ledelse af hæren blev Mikhail Dukhanov tildelt Kutusov-ordenen af 1. grad. I slutningen af december 1943 blev arméens administration fusioneret med den 55. armé, og Dukhanov blev efterladt uden en stilling.
I marts 1944 blev han udnævnt til stedfortrædende øverstbefalende for den 8. ukrainske front, der med succes opererede under de offensive slag ved Nikopol-Kryvyj Rih, Bereznegovate-Snihurivka og Odessa. I april 1944 blev arméen trukket tilbage til reserven for det øverste kommandohovedkvarter. Den 13. juni blev arméen overført til 1. hviderussiske front og deltog i angrebene i Hviderusland, mod Warszawa-Poznan og Berlin. For den vellykkede ledelse af tropperne i disse operationer og det mod, der blev vist på samme tid, blev Dukhanov dekoreret med Røde Fane-ordenen, Suvorovordenen af 1. grad og Bogdan Khmelnitskij-ordenen af 1. grad.

## Efter krigen
I august 1945 blev Dukhanov assistent for chefen for soldaterne i Leningrads uddannelsesmilitærdistrikt. Den 16. april 1953 blev han pensioneret af sundhedsmæssige årsager. Han døde i Leningrad den 2. september 1969, hvor han også ligger begravet på Bogoslovskoje kirkegården.